# Jersey rojo
El jersey rojo es la prenda portada por el líder en la clasificación por tiempos durante la Vuelta a España, la competición ciclista más importante de España y una de las Grandes Vueltas del ciclismo mundial. Es, junto al maillot amarillo del Tour de Francia y la maglia rosa del Giro de Italia la prenda acreditativa más conocida de las mismas.
A lo largo de su historia, la Vuelta ha distinguido a su líder con jerséis de distintos colores. Desde 1955, el maillot amarillo era la prenda distintiva para el primer clasificado de la prueba, a semejanza del utilizado en el Tour de Francia. En 1999 fue cambiado por el jersey oro, con una tonalidad más dorada, y desde 2010 se eligió el color rojo a semejanza de las selecciones deportivas españolas.

## Historia
La primera edición de la Vuelta a España, en 1935, equipó al líder de la carrera con un jersey naranja. Durante esos primeros años hubo algunos cambios, pues en la edición de 1941 fue el blanco el color elegido, para volver al naranja en 1942. En 1945 se vistió por primera vez con un jersey rojo al líder de la Vuelta. Entre 1946 y 1950 se utilizó un innovador diseño blanco con una franja roja horizontal, patrocinado por el diario Ya.
Entre 1955 y 1988 se adoptó un jersey similar al del líder del Tour de Francia, denominado maillot amarillo, al igual que su homólogo francés. En ese período únicamente hubo un cambio, pues en la edición de 1977 se recuperó el naranja, aunque al año siguiente se volvió al clásico amarillo. De 1999 a 2009 se utilizó el jersey oro, una versión dorada del anterior.
Desde la edición de 2010 se viste con el jersey rojo al líder absoluto de la prueba. El primer diseño estuvo a cargo del diseñador catalán Custo Dalmau, y el director de la Vuelta Javier Guillén manifestó que estaba inspirado en los éxitos de las selecciones deportivas españolas, que lucen habitualmente este color. El británico Mark Cavendish fue el primer corredor en enfundarse el nuevo maillot, tras la victoria de su equipo, el Team HTC-Columbia en la contrarreloj por equipos con que se inició la carrera.

## Palmarés
| Año  | Ganador          | Segundo            | Tercero            |
| 2010 | Vincenzo Nibali  | Ezequiel Mosquera  | Peter Velits       |
| 2011 | Chris Froome     | Bradley Wiggins    | Bauke Mollema      |
| 2012 | Alberto Contador | Alejandro Valverde | Joaquim Rodríguez  |
| 2013 | Chris Horner     | Vincenzo Nibali    | Alejandro Valverde |
| 2014 | Alberto Contador | Chris Froome       | Alejandro Valverde |
| 2015 | Fabio Aru        | Joaquim Rodríguez  | Rafał Majka        |
| 2016 | Nairo Quintana   | Chris Froome       | Esteban Chaves     |
| 2017 | Chris Froome     | Vincenzo Nibali    | Ilnur Zakarin      |
| 2018 | Simon Yates      | Enric Mas          | Miguel Ángel López |
| 2019 | Primož Roglič    | Alejandro Valverde | Tadej Pogačar      |
| 2020 | Primož Roglič    | Richard Carapaz    | Hugh Carthy        |
| 2021 | Primož Roglič    | Enric Mas          | Jack Haig          |
| 2022 | Remco Evenepoel  | Enric Mas          | Juan Ayuso         |
| 2023 | Sepp Kuss        | Jonas Vingegaard   | Primož Roglič      |

## Patrocinadores
| Año  | Patrocinador   | Proveedor      |
| 2010 | Ahorra Energía | Spiuk          |
| 2011 | Ahorra Energía | Spiuk          |
| 2012 | Verti Seguros  | Le Coq Sportif |
| 2013 | Carrefour      | Le Coq Sportif |
| 2014 | Carrefour      | Le Coq Sportif |
| 2015 | Carrefour      | Le Coq Sportif |
| 2016 | Carrefour      | Le Coq Sportif |
| 2017 | Carrefour      | Santini SMS    |
| 2018 | Carrefour      | Santini SMS    |
| 2019 | Carrefour      | Santini SMS    |
| 2020 | Carrefour      | Santini SMS    |
| 2021 | Carrefour      | Santini SMS    |
| 2022 | Carrefour      | Santini SMS    |
| 2023 | Carrefour      | Santini SMS    |

## Otras competiciones
El maillot rojo también es utilizado en la Vuelta a Alemania para distinguir al líder de la clasificación general.
| Carrera           | Año  | Maillot de la clasificación general | Categoría UCI 2022      |
| ----------------- | ---- | ----------------------------------- | ----------------------- |
| Vuelta a Alemania | 1911 | Rojo                                | Segunda (UCI ProSeries) |
| Vuelta a España   | 1935 | Rojo                                | Primera (UCI WordTour)  |
| Tour de Guangxi   | 2017 | Rojo                                | Primera (UCI WordTour)  |

## Uso en otras carreras

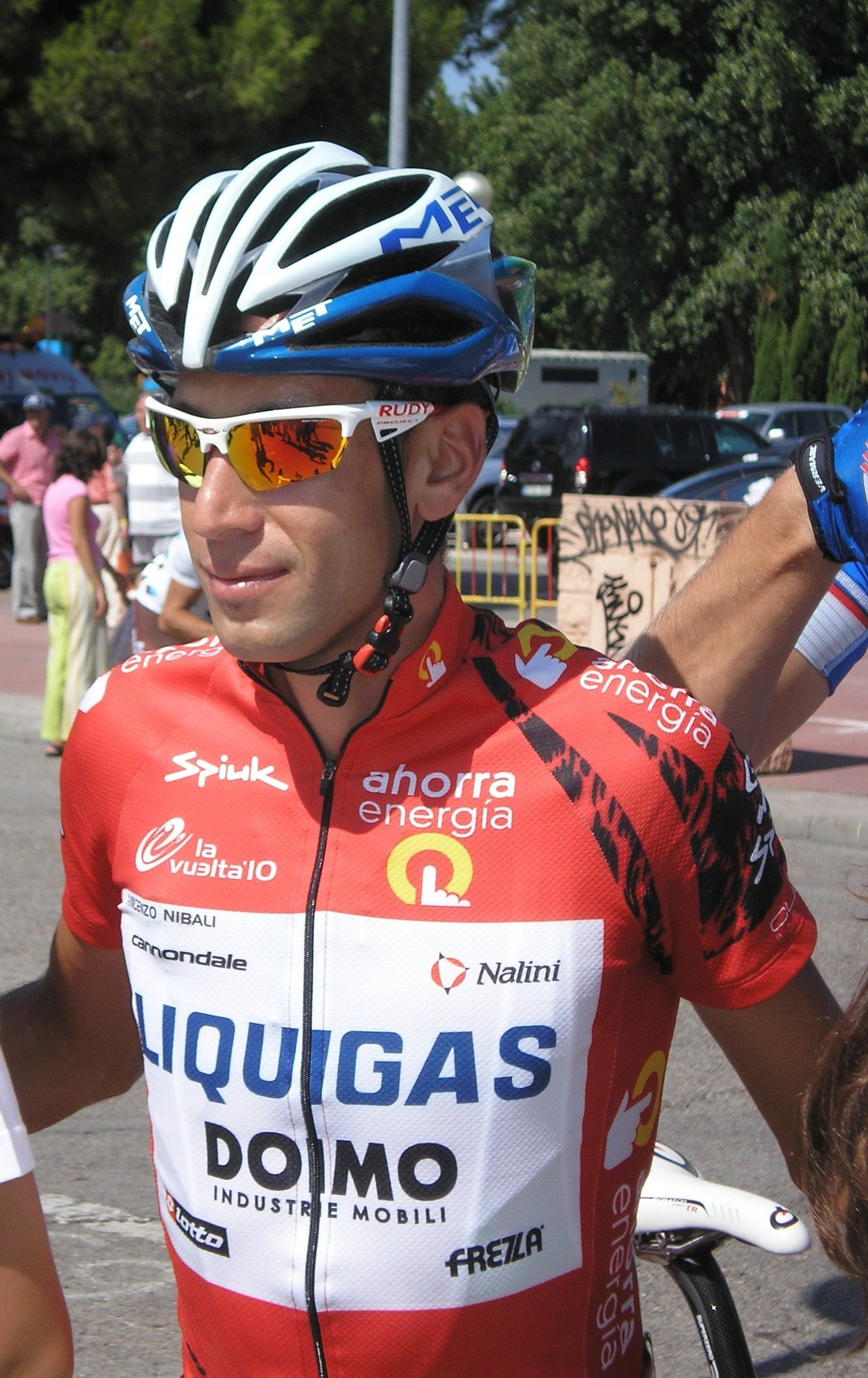
Vincenzo Nibali, líder de la Vuelta a España 2010.

En algunas pruebas, el jersey rojo se otorga al corredor que más puntos acumula en la clasificación de la montaña como es el caso de las siguientes carreras:
- París-Niza
- Tour de Misuri
- Volta a Catalunya
- Tour de Romandía
- Vuelta al País Vasco
- Vuelta a Irlanda
- Tour de California